# Georg Müller (Offizier)
Georg Müller (* 8. Juni 1790 in Mainz; † ca. 20. Januar 1826 auf Borneo) war ein Offizier in österreichischen, französischen und niederländischen Diensten.

## Leben
Müller war ein Sohn des kurmainzischen Mundkochs, Hofkontrolleurs und späteren Weinwirts in Aschaffenburg Arnold Müller und dessen Ehefrau Anna Maria, geb. Dessloch. Ein jüngerer Bruder war der Forstmann, Unternehmer und Politiker Daniel Ernst Müller.
Nach dem Besuch der Lateinschule in Mainz trat Müller 1807 als Kadett in Wien in österreichische Militärdienste. 1809 machte er als junger Offizier die Schlacht bei Wagram mit. Auf Weisung Napoleons I., dass alle im linksrheinischen Territorium geborenen Soldaten in französische Dienste wechseln sollen, wurde er Leutnant in der Grande Armée, mit der er den russischen Feldzug mitmachte. Er wurde mit dem Ritterkreuz der Ehrenlegion ausgezeichnet und zum Capitain beim Geniekorps sowie noch vor Napoleons Abdankung zum Major und später Lieutenant colonel befördert.
1816 trat Müller als Capitän der Infanterie in niederländische Dienste. Er schiffte sich nach Niederländisch-Indien aus und war 1818 an einer Expedition gegen Sambas an der Westküste Bornos beteiligt, wo er schließlich zum Residenten ernannt wurde. Zeitweilig hatte er einen Posten auf den Banda-Inseln. 1822 wurde er Inspekteur der Binnenländer Borneos. In dieser Funktion unternahm er mehrere wissenschaftliche und kartografische Expeditionen in das Inselinnere. Auf einer dieser Reisen wurde er um den 20. Januar 1826 von Indigenen ermordet.
Das Müllergebirge auf Borneo wurde nach Müller benannt.